# États-Unis aux Jeux olympiques d'hiver de 1972
Les États-Unis participent aux Jeux olympiques d'hiver de 1972, organisés à Sapporo au Japon. Cette nation prend part aux Jeux olympiques d'hiver pour la onzième fois en onze éditions. La délégation américaine, formée de 103 athlètes (77 hommes et 26 femmes), obtient huit médailles (trois d'or, deux d'argent et trois de bronze) et se classe au cinquième rang du tableau des médailles.

## Médaillés
| Médaille d'or, Jeux olympiques      | Barbara Cochran | Ski alpin           | Slalom femmes       |                |  |
| Médaille d'or, Jeux olympiques      | Anne Henning | Patinage de vitesse | 500 mètres femmes   |                |  |
| Médaille d'or, Jeux olympiques      | Dianne Holum | Patinage de vitesse | 1 500 mètres femmes |                |  |
| Médaille d'argent, Jeux olympiques  | Équipe des États-Unis de hockey sur glace \| Kevin Ahearn \| \| Mark Howe \| \| Ronald Naslund \| \| \| Henry Boucha \| \| Jeffrey Hymanson \| \| Wally Olds \| \| \| Charles Brown \| \| Stuart Irving \| \| Frank Sanders \| \| \| Keith Christiansen \| \| Jim McElmury \| \| Craig Sarner \| \| \| Mike Curran \| \| Dick McGlynn \| \| Peter Sears \| \| \| Robbie Ftorek \| \| Tom Mellor \| \| Timothy Sheehy \| \| | Hockey sur glace    | Hommes              |                |  |
| Médaille d'argent, Jeux olympiques  | Dianne Holum | Patinage de vitesse | 3 000 mètres femmes |                |  |
| Médaille de bronze, Jeux olympiques | Susan Corrock | Ski alpin           | Descente            |                |  |
| Médaille de bronze, Jeux olympiques | Janet Lynn | Patinage artistique | Simple femmes       |                |  |
| Médaille de bronze, Jeux olympiques | Anne Henning | Patinage de vitesse | 1 000 mètres femmes |                |  |
| Kevin Ahearn                        | | Mark Howe           |                     | Ronald Naslund |  |
| Henry Boucha                        | | Jeffrey Hymanson    |                     | Wally Olds     |  |
| Charles Brown                       | | Stuart Irving       |                     | Frank Sanders  |  |
| Keith Christiansen                  | | Jim McElmury        |                     | Craig Sarner   |  |
| Mike Curran                         | | Dick McGlynn        |                     | Peter Sears    |  |
| Robbie Ftorek                       | | Tom Mellor          |                     | Timothy Sheehy |  |